# Марко Самарџић
Марко Самарџић (Београд, 22. фебруар 1983) бивши је српски одбојкаш који је играо на позицији либера.

## Биографија
Наступао је за Црвену звезду, Војводину, Тур, Трефл Гдањск, Арис, Томис Констанца, Рен и Волеј Амрисвил.
Као репрезентативац СЦГ, касније и Србије, освојио је једну бронзану медаљу на Светском првенству, две на Европском и три сребрне медаље у Светској лиги. Био је у саставу у Србије на Олимпијским играма 2008. године.
Самарџић је изабран за најбољег либера турнира Светске лиге 2005. године.

## Трофеји

### Репрезентација
СЦГ /  Србија
- Светско првенство:  2010.
- Европско првенство:  2005, 2007.
- Светска лига:  2005, 2008, 2009.